# Idlewild South
1970. szeptember 23-án jelent meg a The Allman Brothers Band második nagylemeze, az Idlewild South. Az előző albumhoz képest ez sokkal sikeresebb volt, a Billboard 200-as listáján a 38. helyet érte el. Ebben nagy része volt annak, hogy az album dalai rövidebbek, feszesebbek, kevésbé kemények, mint az első nagylemezen, így jobban megfeleltek a rádióadók igényeinek. Ebből a fajtából a két legnépszerűbb a Revival és a Midnight Rider. A nagylemez leghosszabb dala, a majdnem hétperces, instrumentális In Memory of Elizabeth Reed a Whipping Post-hoz hasonlóan hosszú improvizációkkal bővült a koncerteken. Ez, valamint a Revival volt Dickey Betts első két szerzeménye az együttes számára; Betts az elkövetkező évek során az ABB egyik fő dalszerzőjévé vált.
Bruce Eder, az AllMusic kritikusa szerint ez az együttes legjobb stúdióalbuma, amit a zenészek virtuóz játéka és a megfelelő dalválasztás bizonyít; véleménye szerint a Hoochie Coochie Man itt hallható feldolgozása a legjobb, amit fehér zenészek készítettek. Ahogy Ed Leimbacher, a Rolling Stone kritikusa írta, „az Idlewild South nagy előrelépés Allmanék első lemezéhez képest”, bár szerinte az utolsó két dal kevésbé lendületes, mint az album többi része. Elemzését azzal zárja, hogy az Idlewild South alapján ígéretes jövő áll az együttes előtt.
Az album címét egy Georgia állambeli ranch ihlette, ahová az együttes tagjai gyakran ellátogattak. A ranch-et eredetileg a New York-i Idlewild repülőtérről nevezték el.
A Midnight Rider A sebezhetetlen és Az 1000 halott háza 2. – A sátán bosszúja című filmben is elhangzott. A dalt 1973-ban Gregg Allman Laid Back című szólóalbumára vette fel. 1998-ban Kid Rock Cowboy című dalához használt fel belőle részleteket.

## Az album dalai
Az album dalait Gregg Allman írta, kivéve azokat, melyek szerzői jelölve vannak.

### Első oldal
1. Revival (Dickey Betts) – 4:05
2. Don’t Keep Me Wonderin’ – 3:30
3. Midnight Rider – 2:59
4. In Memory of Elizabeth Reed (Dickey Betts) – 6:56

### Második oldal
1. Hoochie Coochie Man (Willie Dixon) – 4:58
2. Please Call Home – 4:03
3. Leave My Blues at Home – 4:17

## Közreműködők
- Duane Allman – szólógitár, slidegitár, akusztikus gitár
- Gregg Allman – ének, orgona, zongora
- Dickey Betts – szólógitár
- Berry Oakley – basszusgitár, ének (5), vokál (3)
- Butch Trucks – dob, ütőhangszerek
- Jai Johanny "Jaimoe" Johanson – dob, konga, ütőhangszerek
- Thom Doucette – szájharmonika, csörgődob

### Produkció
- Howard Albert, Ron Albert, Jim Hawkins, Bob Liftin – hangmérnök
- Jimmy Roberts – borítókép
- Tom Dowd – producer

## Külső hivatkozások
- Az Idlewild South az Allmusic.com-on
- Az album recenziója a Rolling Stone honlapján